# Collina 24 non risponde
Collina 24 non risponde (גבעה 24 אינה עונה) è un film del 1955 diretto da Thorold Dickinson e prodotto in Israele.
Il film è stato presentato in concorso al Festival di Cannes 1955.

## Trama
Un gruppo di soldati, durante la guerra arabo-israeliana del 1948, difende una collina strategica che si trova lungo la strada che porta a Gerusalemme.